# Гутин Томнатик
Гу́тин Томна́тик — гора в Українських Карпатах, одна з найвищих гір в Україні, вершина південно-західного відрогу Чорногори.

## Географія
Висота 2016 м. Розташована у Рахівському районі Закарпатської області, в межах Карпатського біосферного заповідника (Чорногірський заповідний масив). На північно-східному схилі між горою Гутин Томнатик і Бребенескул у льодовиковому карі на висоті 1801 метрів над рівнем моря розташоване озеро Бребенескул. На південь від вершини розташоване урочище Полонина Бребенеска, на північ — гора Ребра, на схід — Бребенескул.
Значний вплив на рельєф гори мав льодовик. На горі зростає субальпійська й альпійська рослинність з великою кількістю рідкісних і реліктових видів.
Найближчі населені пункти: с. Говерла (Закарпатська область) і с. Бистрець (Івано-Франківська область).

## Клімат
| Клімат Гутин томнатик                                       | Клімат Гутин томнатик | Клімат Гутин томнатик | Клімат Гутин томнатик | Клімат Гутин томнатик | Клімат Гутин томнатик | Клімат Гутин томнатик | Клімат Гутин томнатик | Клімат Гутин томнатик | Клімат Гутин томнатик | Клімат Гутин томнатик | Клімат Гутин томнатик | Клімат Гутин томнатик | Клімат Гутин томнатик |
| Показник                                                    | Січ.                  | Лют.                  | Бер.                  | Квіт.                 | Трав.                 | Черв.                 | Лип.                  | Серп.                 | Вер.                  | Жовт.                 | Лист.                 | Груд.                 | Рік                   |
| Середня температура, °C                                     | −13,6                 | −12,8                 | −7,3                  | 2,5                   | 10,7                  | 16,8                  | 18,1                  | 18,4                  | 13,3                  | 6,1                   | −5,7                  | −10,5                 | 7,4                   |
| Норма опадів, мм                                            | 112                   | 102                   | 90                    | 106                   | 101                   | 115                   | 116                   | 82                    | 63                    | 95                    | 115                   | 124                   | 689                   |
| ----------------------------------------------------------- | --------------------- | --------------------- | --------------------- | --------------------- | --------------------- | --------------------- | --------------------- | --------------------- | --------------------- | --------------------- | --------------------- | --------------------- | --------------------- |
| Джерело: Кліматичні дані Коломиї на сайті«www.meteoprog.ua» |                       |                       |                       |                       |                       |                       |                       |                       |                       |                       |                       |                       |                       |

## Туристичні стежки
- — по червоному маркеру з г. Бребенескул до стовпця "Під Гутин Томнатиком ", далі по стежці на гору. Час ходьби по маршруту ~ 1 г , ↓ ~ 1 г.
- — по червоному маркеру з г. Ребра до стовпця «Під Гутин Томнатиком», далі по стежці на гору. Час ходьби по маршруту г 30 хв, ↓ 25 хв.

## Фотографії

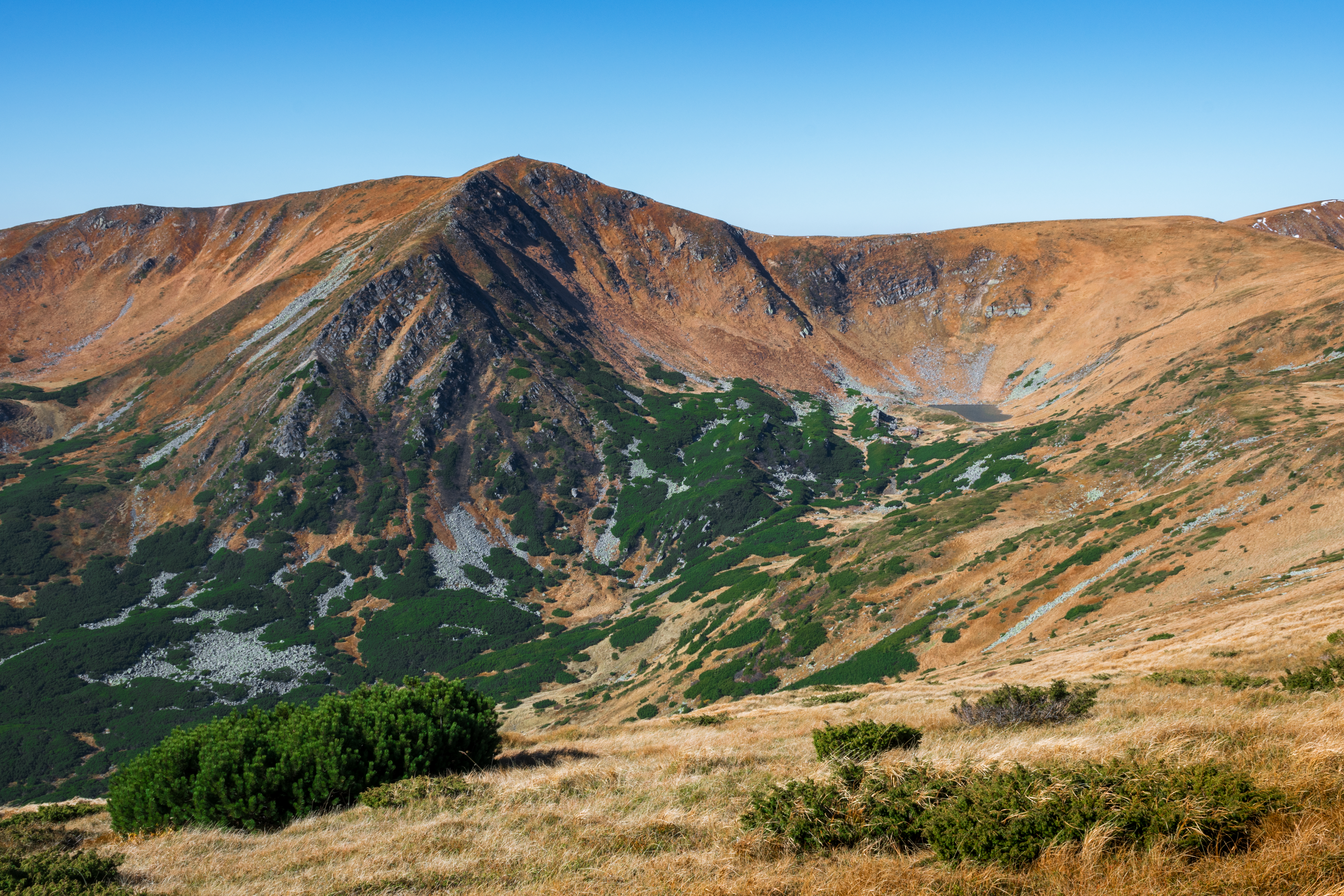
Вид на Гутин-Томнатик з полонини Бребеняска
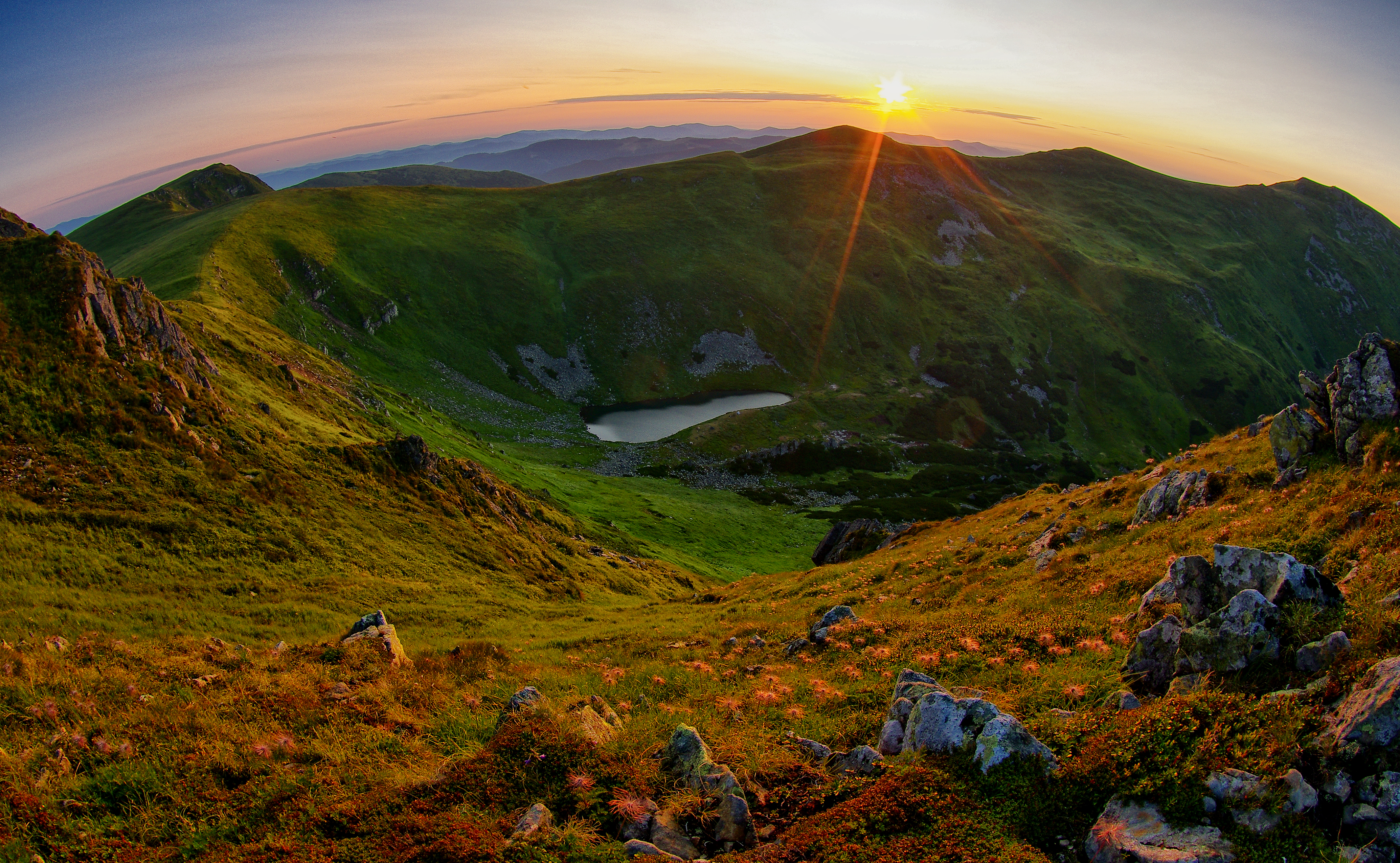
Світанок на горі Гутин-Томнатик
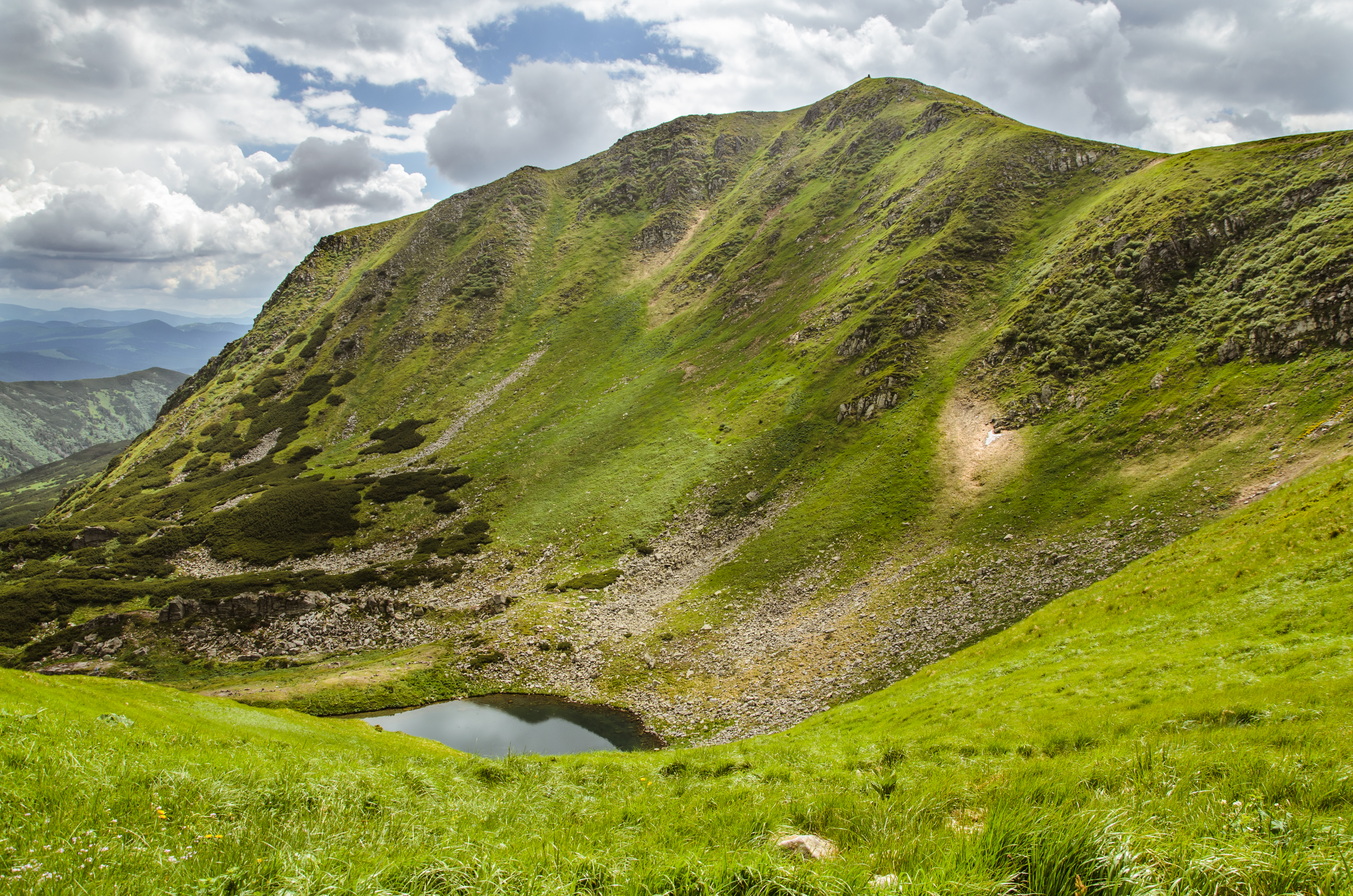
Гутин-Томнатик з північно-східної сторони
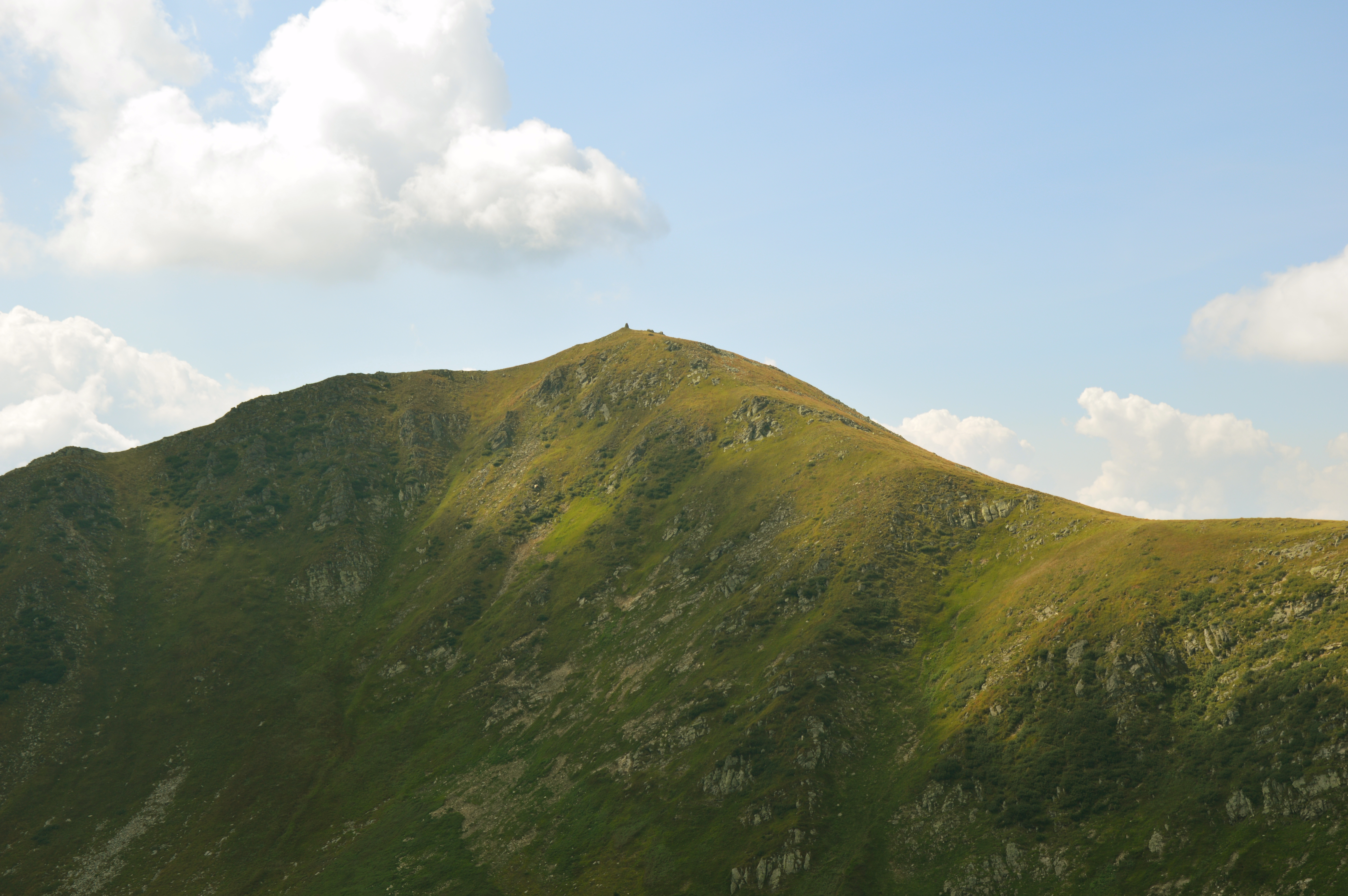
Вершина Гутин-Томнатик зі східної сторони
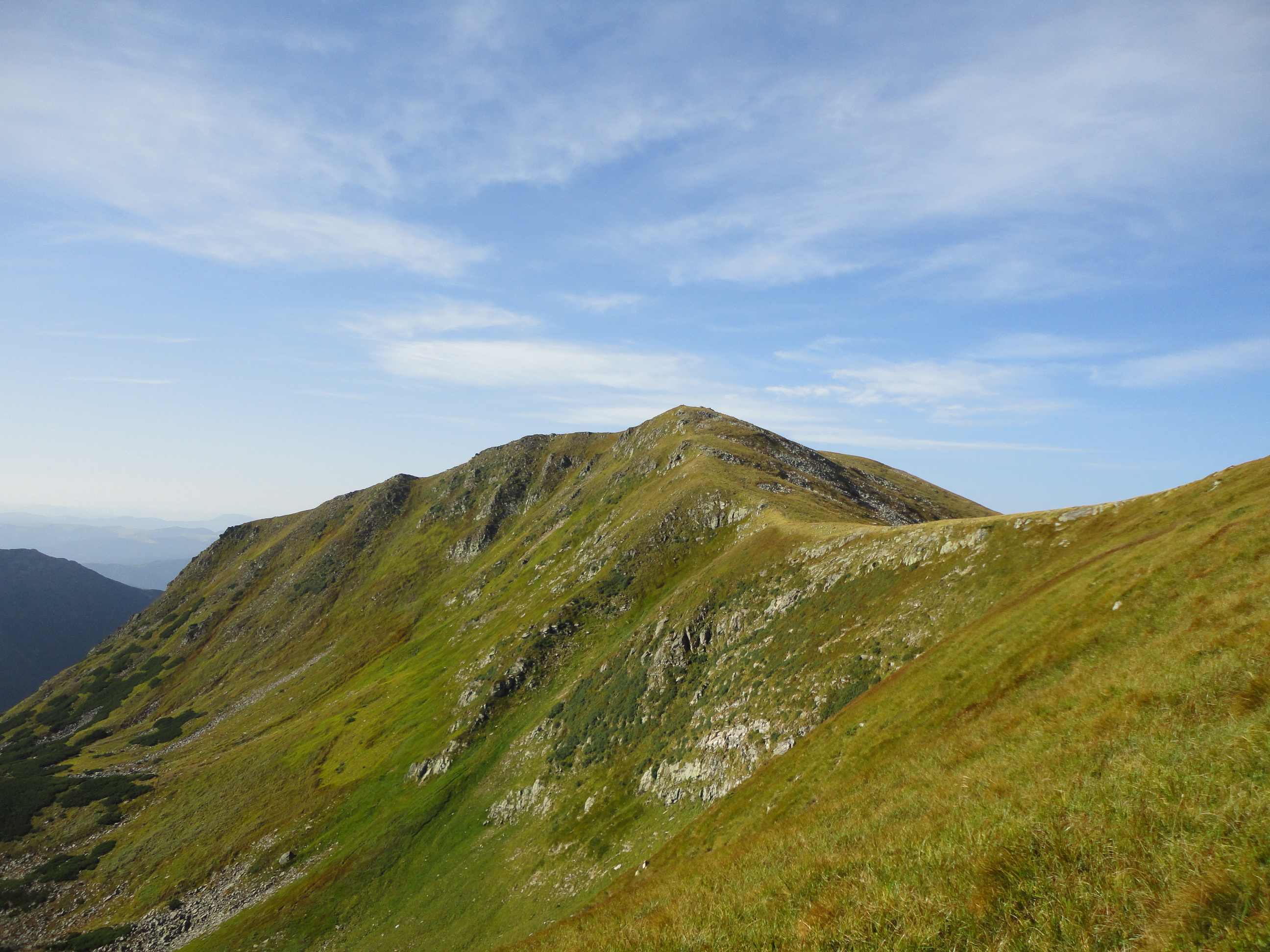
Стежка (з правої сторони) до вершини Гутин-Томнатика
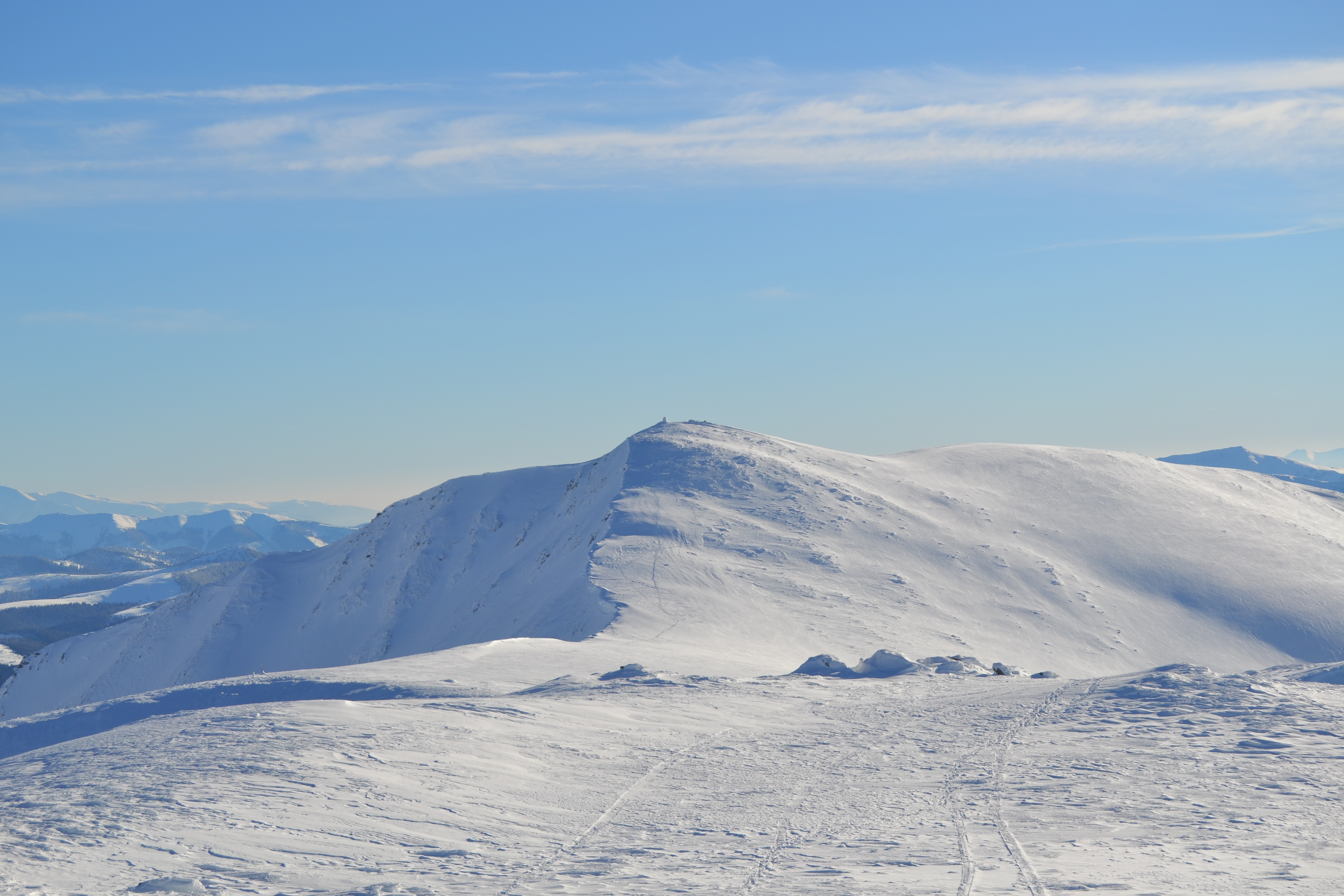
Вид на Гутин-Томнатик з гори Ребра
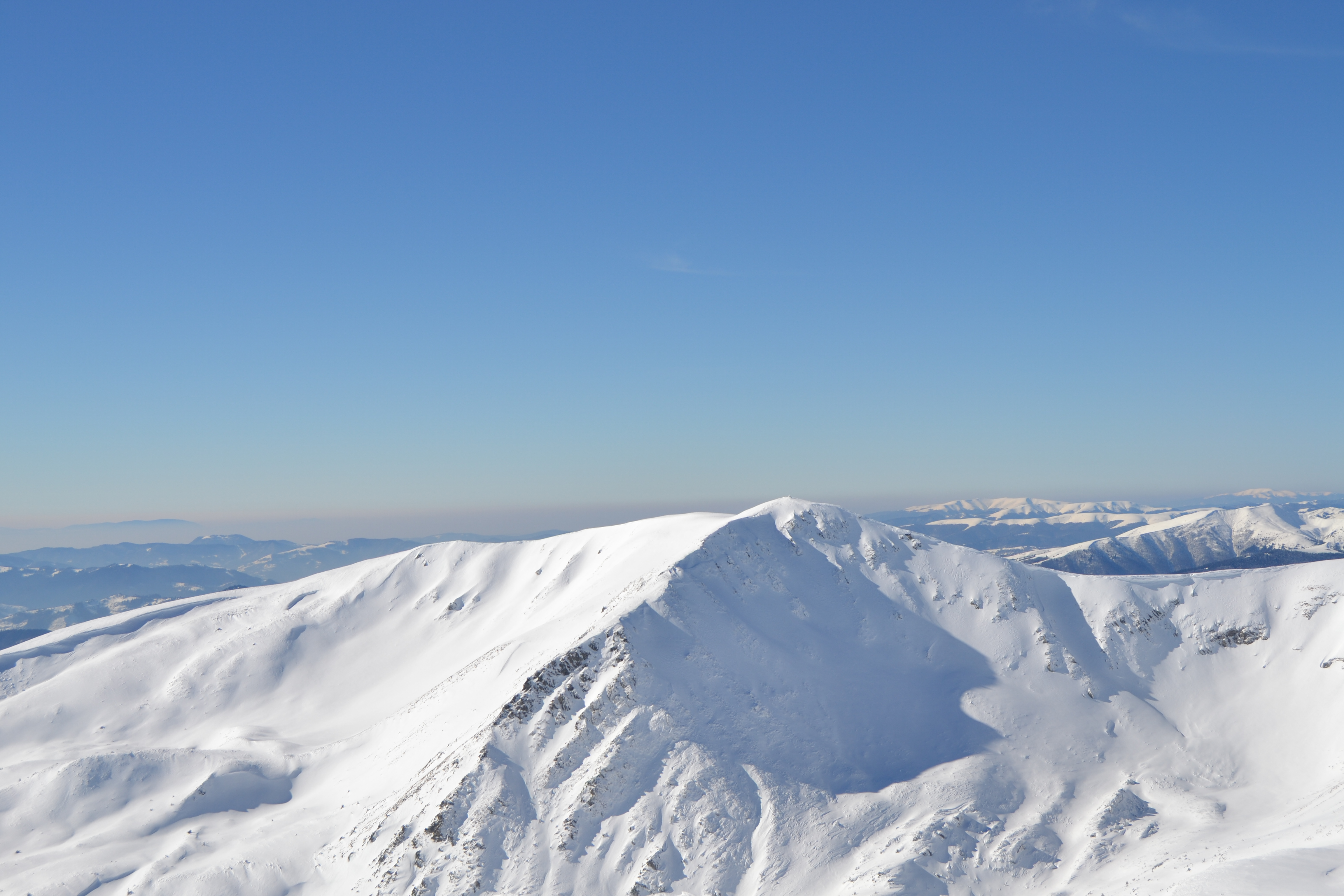
Вид з гори Бребенескул на Гутин-Томнатик